# Yasuaki Ōshima
Yasuaki Ōshima (japanisch 大島 康明 Ōshima Yasuaki; * 1. September 1981 in der Präfektur Hyōgo) ist ein ehemaliger japanischer Fußballspieler.

## Karriere
Ōshima erlernte das Fußballspielen in der Jugendmannschaft von Vissel Kobe. Seinen ersten Vertrag unterschrieb er 2000 bei Vissel Kobe. Der Verein spielte in der höchsten Liga des Landes, der J1 League. 2001 wechselte er zum Drittligisten Otsuka Pharmaceutical (heute: Tokushima Vortis). 2004 wurde er mit dem Verein Meister der Japan Football League und stieg in die J2 League auf. 2009 wechselte er zum Drittligisten New Wave Kitakyushu (heute: Giravanz Kitakyushu). Am Ende der Saison 2009 stieg der Verein in die J2 League auf. Ende 2012 beendete er seine Karriere als Fußballspieler.